# Rivière Moose (Maine)
Pour les articles homonymes, voir Rivière Moose et Moose.
La rivière Moose (Maine), est une rivière d'une longueur de 134 km dans l'ouest du Maine qui prend sa source près de la frontière canado-américaine, longe la ligne de crête entre les bassins versants de la rivière Kennebec, dans le Maine et la rivière Chaudière, au Québec.

## Géographie
La rivière Moose coule vers le nord et tourne vers l'est, continue dans Attean Pond et Wood Pond, passe dans la municipalité de Moose River et Jackman, puis dans Long Lake et le lac Brassua. La rivière rejoint ensuite le Lac de Moosehead, la source de la rivière Kennebec, en face du Mont Kineo, près de Rockwood. Le chemin de fer International du Maine a été construit le long de la rivière Moose en 1889.